# Kenji Wu
Kenji Wu Ke Qun (cinese tradizionale: 吳克群; pinyin: Wú Kèqún; Taiwan, 18 ottobre 1979) è un attore, cantante e blogger taiwanese.

## Biografia
Wu ha debuttato nel mondo della musica nel 2000, con l'album Tomorrow, Alone. L'album ha ricevuto un'accoglienza tipida da parte del pubblico, tuttavia Wu ha iniziato a farsi un nome ed è stato scelto per recitare in alcune serie televisive, tra le quali Peach Girl e Moonlight Forest.
Kenji è tornato nell'industria musicale a novembre del 2004, pubblicando un album autointitolato con l'etichetta Seed Music. Le dieci canzoni dell'album sono state interamente composte da lui, ed hanno ricevuto un responso più caloroso da parte del pubblico e della critica. Il singolo di successo Wu Ke Qun è stato ispirato dagli stili musicali di altri grandi nomi della musica mandopop, tra i quali A-do, Leehom Wang, David Tao, Jay Chou, Fei Yu Ching, Emil Chau e la band Shin. La canzone è giunta al settimo posto della Top 20 della classifica cinese RTHK di Hong Kong, durante la settimana del 20-26 febbraio 2005; a Singapore, tuttavia, il medesimo brano ha debuttato alla diciannovesima posizione della classifica Y.E.S. 93.3 FM, per la settimana del 9-15 gennaio 2005, ed è rimasto in classifica per sole due settimane.
In seguito, Wu ha pubblicato un nuovo album dal titolo The Kenji Show ad ottobre del 2005, le cui canzoni sono caratterizzate da testi dallo stile semplice eppure intrigante. Canzoni come Da She Tou (letteralmente: lingua lunga) e Bu Xie Ji Nian sono salite ai primi posti delle classifiche, ed hanno riscosso successo soprattutto tra i giovani. Wu è stato candidato come "Miglior cantante uomo" ai Golden Melody Awards di Taiwan nel 2006 e nel 2007, ma non ha mai vinto il premio.
Nel 2006 Kenji ha pubblicato l'ennesimo album, dal titolo A General Order, nel quale il cantante ha sperimentato influenze provenienti dalla vecchia musica cinese. Oltre alla canzone che dà il titolo all'album, altri brani che seguono questo stile sono Peaked You And Me, Champion e la ballata Cripple. Nello stesso anno, Wu ha collaborato ad una traccia dell'album di Hakka-Pac, Doing it Chikan Style. Per quanto riguarda la carriera di attore, ha recitato un cameo nel drama Brown Sugar Macchiato.
Nel 2008 è la volta dell'album Poems For You, giunto nella prima posizione della classifica vendite e rimastovi per 7 settimane. Tutti i cinque singoli estratti dall'album sono entrati in Top 10, segnando un record.
Oltre a comporre musica e testi per i propri album, Wu compone e produce canzoni anche per altri cantanti popolari. Tra queste, ricordiamo Ai Ku Gui per Melody Chiang, Sha Gua per Landy Wen, Nan Ren Nu Ren per Valen Hsu ed A Mu Long, e Da Ming Xing per Yu Hao Ming e Wang Yue Xin.
Attualmente Kenji è portavoce di alcuni prodotti commerciali, che includono il gelato Meng Niu, i prodotti da bagno Man-Q, la 7-up ed i telefoni cellulari Nokia.
Scrive su due blog.